# Höchst im Odenwald
Höchst im Odenwald, hivatalos nevén Höchst i. Odw. település Németországban, Hessen tartományban. Lakosainak száma 10 320 fő (2023. december 31.).

## Népesség
A település népességének változása:
| Lakosok száma | 10 102 | 10 185 | 10 165 | 10 319 | 10 320 |
|               | 2017   | 2019   | 2021   | 2022   | 2023   |